# Чепоносы
Чепоносы (укр. Чепоноси) — село в Рукшинской сельской общине Днестровского района Черновицкой области Украины.
До 2020 года село входило в Хотинский район
Население по переписи 2017 года составляло 1439 человек. Почтовый индекс — 60031. Телефонный код — 3731. Код КОАТУУ — 7325089001.